# Las Plassas
Las Plassas (sardisk: Is Pràtzas) er en by og en kommune (comune) i provinsen Sud Sardegna i regionen Sardinien i Italien. Byen ligger i 148 meters højde og har 240 indbyggere (2016). Kommunen har et areal på 11,04 km² og grænser til kommunerne Barumini, Pauli Arbarei, Tuili, Villamar og Villanovafranca.